# Colt 1860
Revólver Colt 1860 Army foi o ultimo revólver tamanho real a entrar em produção antes da morte de Samuel Colt. 
Durante a Guerra Civil, o Exército da União comprou quase 130 mil peças do revólver Colt M1860, tornando-se o revólver mais usados no conflito. Os Fabricantes Confederados foram rápidos em se apropriar do design e projetar e produzir a peça para as tropas do sul. A arma era de calibre .44, seis tiros. 
Mais de 200.000 revólveres  M1860 Army foram produzidos entre 1860 e 1873, tornando-se um dos mais bem sucedidos revólveres de todos os tempos.